# Caxias (Maranhão)
Caxias is een gemeente in de Braziliaanse deelstaat Maranhão. De gemeente telt 162.657 inwoners (schatting 2017).
Caxias is een gemeente in de staat Maranhão, in de Meio-Norte, in Brazilië. Het ligt in het oosten van de staat, in de regio Cocais. Het is het centrum van de regio Timbiras en de administratieve zetel van de Metropolitaanse Regio Leste Maranhense. Het is de vijfde meest bevolkte stad van de staat, met een bevolking van 156.970 inwoners, volgens gegevens van het IBGE uit 2022. De oppervlakte bedraagt 5.201,927 vierkante kilometer (2022/IBGE).
De plaats is zetel van het rooms-katholieke bisdom Caxias do Maranhão.

## Aangrenzende gemeenten
De gemeente grenst aan Aldeias Altas, Codó, Coelho Neto, Matões, Parnarama, São João do Soter, Senador Alexandre Costa, Timon, Teresina (PI) en União (PI).

## Galerij

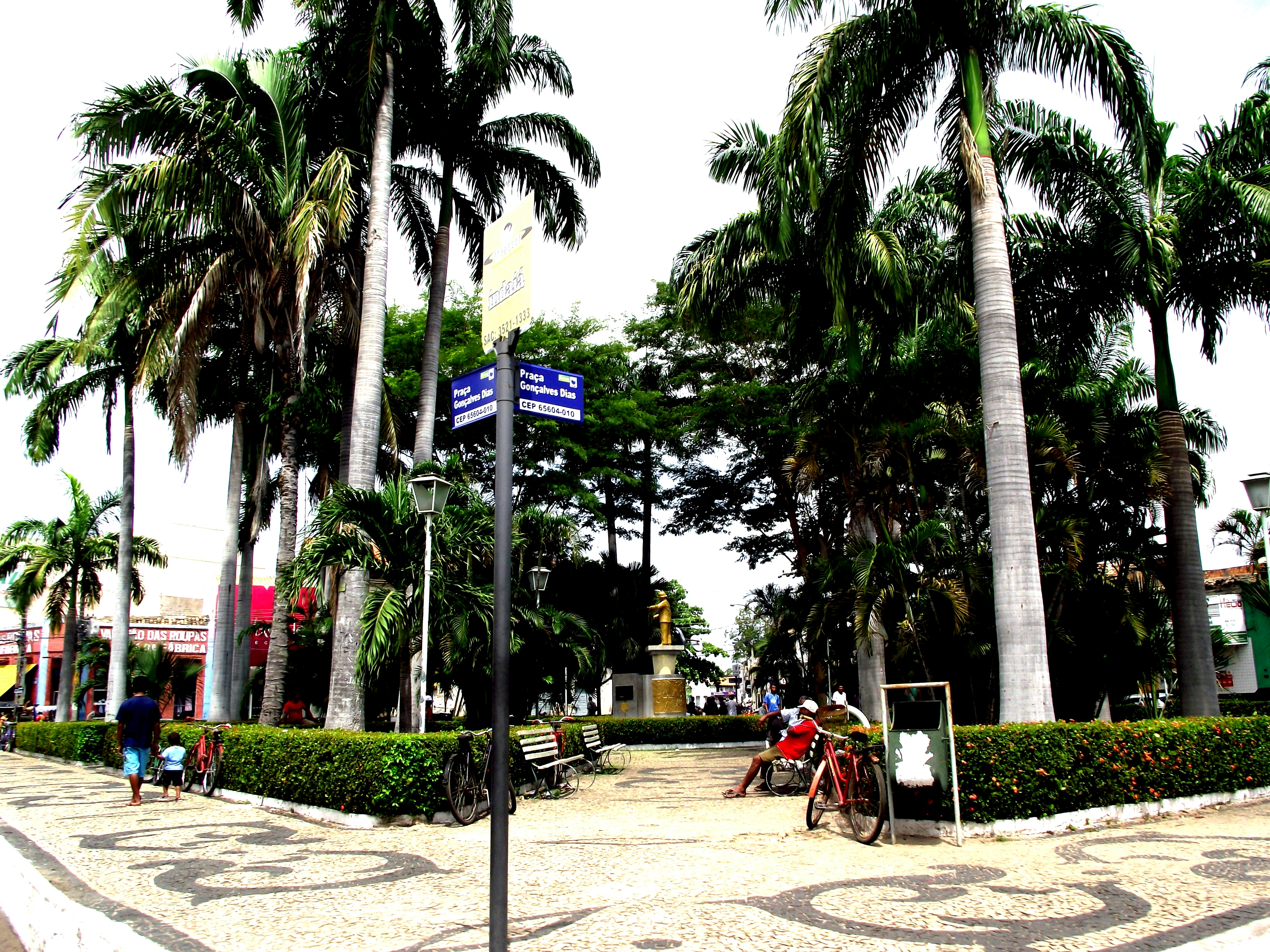
Praça Gonçalves Dias
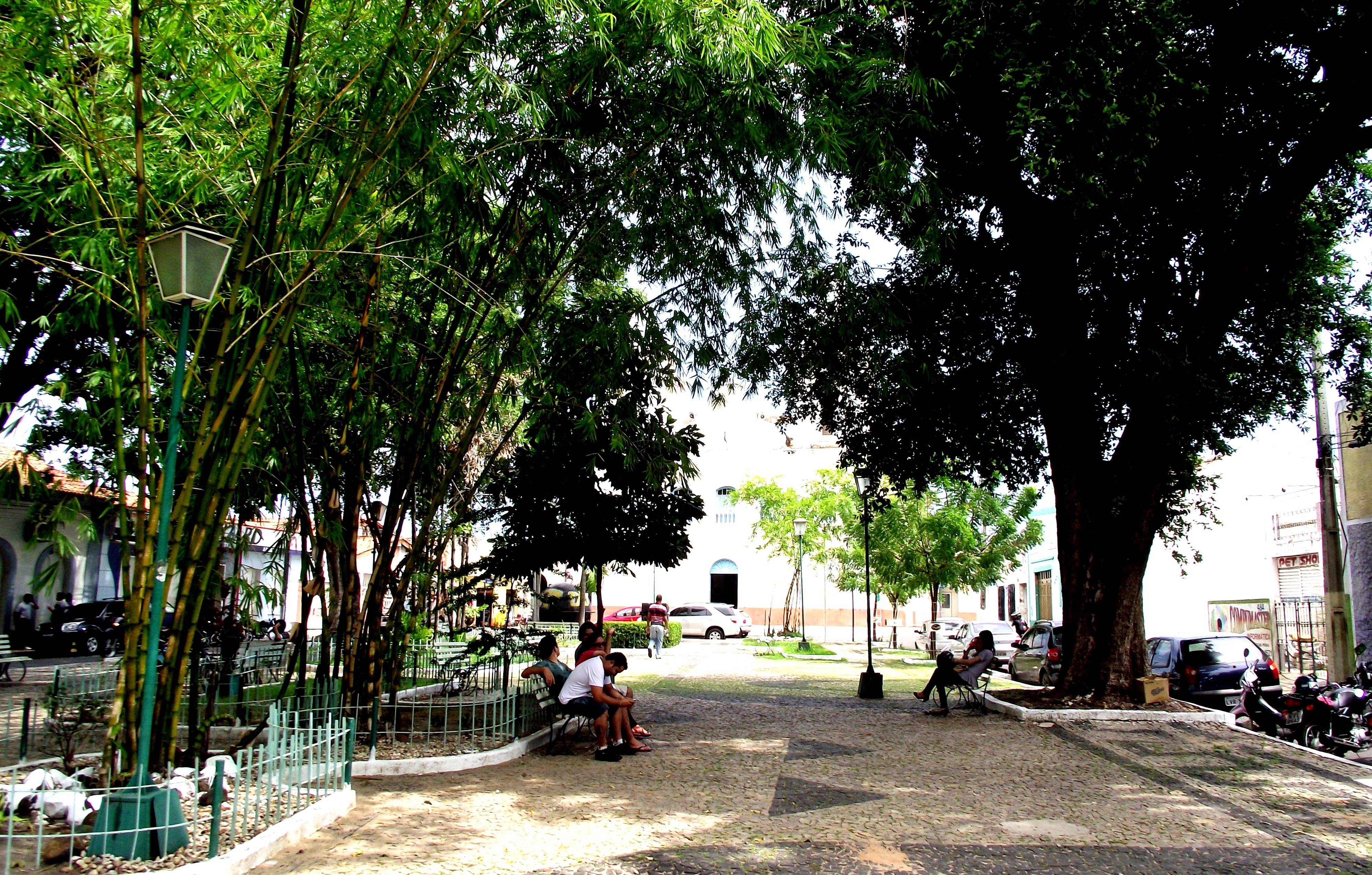
Praça Vespasiano Ramos
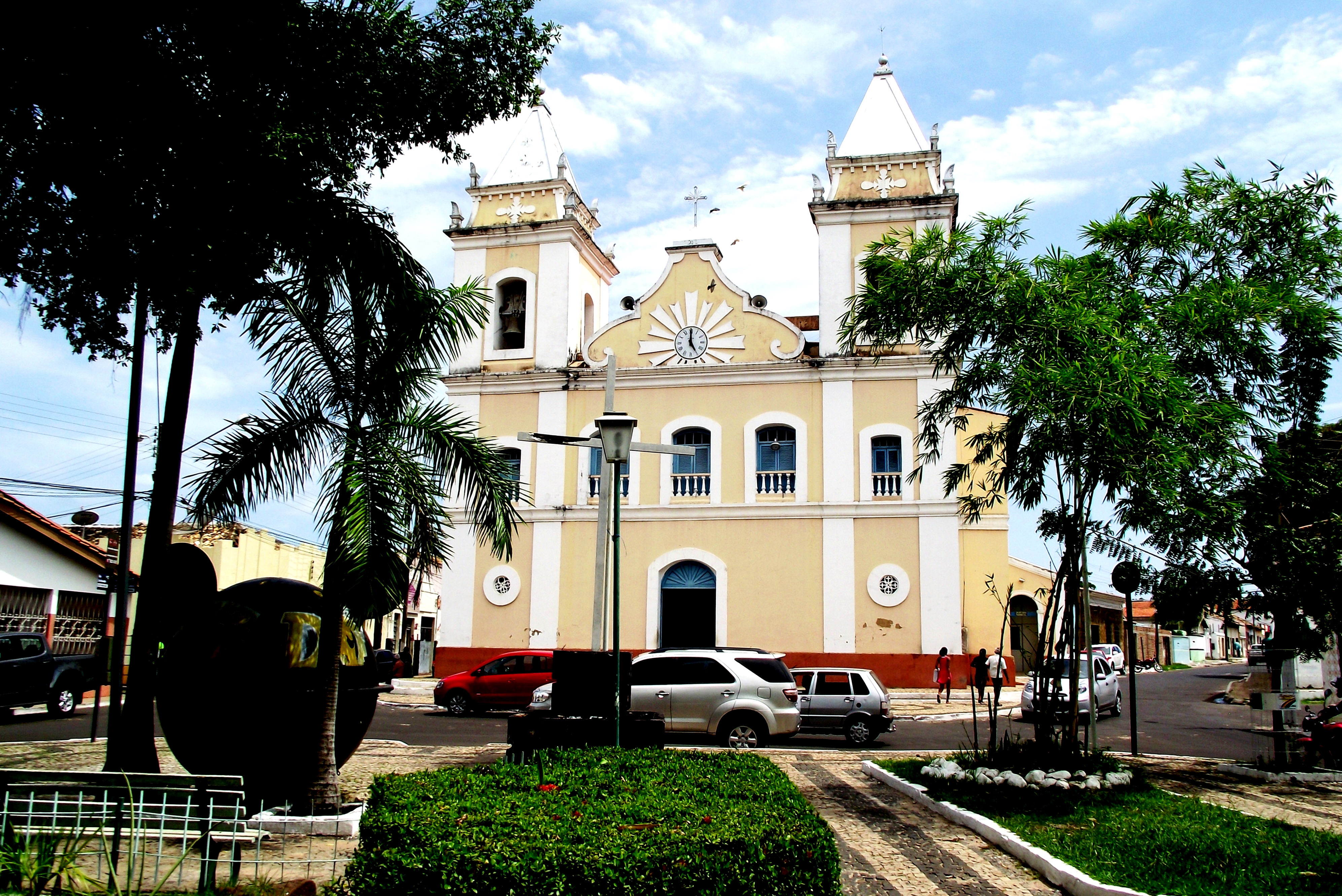
Katholieke kerk São Benedito